# Anthony (Kansas)
Anthony è un comune degli Stati Uniti d'America, situato nello Stato del Kansas, nella contea di Harper, della quale è il capoluogo.